# Paolo Basilico
Paolo Basilico (Napoli, 11 dicembre 1959) è un imprenditore italiano, fondatore del Gruppo Kairos specializzato nella gestione di grandi portafogli. Lascia il gruppo dopo vent'anni, nell'aprile 2019.

## Biografia
Dopo la laurea in Economia all'Università Bocconi di Milano nel 1984, Paolo Basilico inizia il suo percorso nel Gruppo IMI prima come analista e poi nel settore Institutional Sales. Nel 1988 arriva in Mediobanca per avviare l'attività di intermediazione azionaria con investitori istituzionali. Nel 1991 entra in Giubergia Warburg Sim SpA, società di intermediazione mobiliare, ne diventa direttore generale e successivamente amministratore delegato. In quegli anni Giubergia Warburg diventerà un punto di riferimento per il mercato azionario in Italia. Dal 1994 al 1999 Basilico è anche membro del Warburg Dillon Read European Equity Management Committee e amministratore di Warburg Dillon Read Italia.
Nel 1999 Paolo Basilico fonda insieme ad alcuni partner, il Gruppo Kairos, realtà attiva nel settore del risparmio gestito e del private banking. Sotto la sua guida diventerà una delle principali società di gestione del risparmio sul mercato italiano passando da 35 milioni a 12 miliardi di euro gestiti. Kairos viene poi ceduta al gruppo elvetico Julius Baer in un processo che si concluderà nell'aprile 2016. 
Nell'aprile 2019 Basilico lascia il Gruppo e dà vita a Samhita Investments, holding di investimento che ha l'obiettivo prevalente di identificare e investire in nuovi talenti nell'industria finanziaria. Nello stesso mese esce Uomini e soldi, un libro a metà tra l'autobiografia e un manuale di educazione finanziaria, edito da Rizzoli. A seguire viene prodotto il video dal titolo “Salvare il risparmiatore italiano”, breve e animata versione del libro. 
Da gennaio 2020 entra a far parte del Comitato Consultivo di Investimenti della Fondazione Cariplo. A giugno viene nominato nel Consiglio di Amministrazione di De Agostini Spa e nello stesso mese diviene anche Senior Advisor di Equita. 
Dal 2005 è presidente della Fondazione Oliver Twist Onlus, creata insieme a Leonardo Del Vecchio impegnata ad aiutare bambini, ragazzi e giovani adulti che vivono situazioni di disagio, svantaggio sociale o disturbo della condotta. Tra i progetti finanziati una menzione particolare va alla “Scuola di Oliver Twist” realizzata dall'Associazione Cometa, per offrire a giovani tra i 14 e i 21 anni percorsi di formazione professionale e cicli sperimentali di prevenzione e contrasto della dispersione scolastica secondo il metodo dell’ “apprendere attraverso l’esperienza”.

## Opere
- Uomini e soldi. Il racconto di una vita svela i segreti per investire con successo, Milano, Rizzoli, 2019  ISBN 978 8817109895